# Angoual Bawa (Zinder)
Angoual Bawa (auch: Angoal Bawa) ist ein Dorf im Arrondissement Zinder II der Stadt Zinder in Niger.

## Geographie
Das von einem traditionellen Ortsvorsteher (chef traditionnel) geleitete Dorf befindet sich nordöstlich des Stadtzentrums im ländlichen Gemeindegebiet von Zinder, der Hauptstadt der gleichnamigen Region Zinder. Zu den Nachbardörfern von Angoual Bawa zählen Magaria Ta Adam und Gandou im Nordosten sowie Guidan Kankia hinter dem Weiler Katahou im Südwesten.
Südlich und westlich von Angoual Bawa erheben sich Quarzit-Hügel. Wie im gesamten Gemeindegebiet von Zinder herrscht das Klima der Sahelzone vor, mit einer durchschnittlichen jährlichen Niederschlagsmenge zwischen 300 und 400 mm.

## Bevölkerung
Bei der Volkszählung 2012 hatte Angoual Bawa 632 Einwohner, die in 101 Haushalten lebten.

## Wirtschaft und Infrastruktur
Es gibt eine Grundschule im Dorf.